# Manuel Gallego Suárez-Somonte
Manuel Gallego Suárez-Somonte (Mérida, Badajoz; 22 de junio de 1894 - Madrid; 24 de diciembre de 1965) fue un militar español, Teniente General del Ejército del Aire y, entre 1941 y 1945 presidente del Atlético de Madrid, en aquellos años denominado Club Atlético Aviación.

## Biografía
Manuel Gallego fue un militar español, del Ejército del Aire, en el que alcanzó la más alta graduación. Entre otros destinos fue jefe de la Zona Aérea de Marruecos o de la Región Aérea de Levante.
El 14 de septiembre de 1939, al concretarse la fusión entre el Atlético de Madrid y el Aviación Nacional se incorporó como directivo del club, conocido a partir de ese momento, y hasta diciembre de 1946, como Atlético Aviación.
El 1 de marzo de 1941, al ser destinado a Roma, como agregado aéreo en la Embajada de España el hasta ese momento máximo responsable, Luis Navarro, Manuel Gallego, en ese momento teniente coronel, es nombrado presidente. Sería el cuarto -y último- militar al frente del Atlético.
Durante su mandato el club, todo ese período entrenado por Ricardo Zamora, ganó su segundo campeonato de Liga (1940/41) y volvió a disputar sus encuentros en el Metropolitano.
El 27 de diciembre de 1945, al ser nombrado jefe de la Zona Aérea de Marruecos, presentó su dimisión como presidente, siendo sustituido unos días más tarde por Juan Touzón.
Manuel Gallego falleció en Madrid en diciembre de 1965, poco más de un año después de pasar a la reserva, con el grado de Teniente General.

## Condecoraciones
- Gran Cruz del Mérito Naval. distintivo blanco (1960)
- Gran Cruz del Mérito Aeronáutico. distintivo blanco (1959)
- Gran Cruz de la Real y Militar Orden de San Hermenegildo. (1949)
- Cruz del Mérito Aeronáutico. distintivo blanco
- Placa de la Real y Militar Orden de San Hermenegildo.
- Encomienda de la Real y Militar Orden de San Hermenegildo.
- Cruz de la Real y Militar Orden de San Hermenegildo.